# Lonchocarpus kanurii
Lonchocarpus kanurii là một loài rau đậu thuộc họ Fabaceae.
Loài này có ở Kenya và Somalia.
Chúng hiện đang bị đe dọa vì mất môi trường sống.